# Marianna Tolo
Pour les articles homonymes, voir Tolo.
Marianna Tolo, née le 2 juillet 1989 à Mackay (Queensland), est une joueuse australienne de basket-ball, possédant également un passeport croate, évoluant au poste de pivot.

## Biographie
Elle est née en Australie de parents d'origine bosniaque.
Elle est élue meilleure joueuse étrangère de la LFB pour 2012-2013. Atout majeur du maintien en LFB du Pays d’Aix avec 14,2 points (57,3% à 2 points), 6,8 rebonds, 1,5 contre et 1,3 passe décisive en 35 minutes pour 17,7 d’évaluation, elle rejoint Bourges à l'intersaison. Après une première saison réussie dans le Berry (9,8 points à 57,4 % à deux points, 5,1 rebonds, 1,2 passe décisive pour 12,8 d’évaluation en championnat), elle resigne une année supplémentaire bien qu'approchée par le Spartak Moscou.
En 2013-2014, elle accroche avec Bourges la quatrième place de l'Euroligue, jouant 17 matches pour 10,4 points, 4,8 rebonds et 0,5 passe décisive de moyenne.
Bourges remporte en 2014 sa huitième coupe de France face à Villeneuve-d'Ascq par 57 points à 48. Elle est très appréciée de ses équipières pour sa bonne humeur, ses talents de pâtissière mais aussi par sa faculté rapide d'assimilation des remarques du staff.
Après deux saisons à Bourges, la seconde étant marquée par un titre de championne de France, elle signe avec le club d'Euroligue turc Abdullah Gül Üniversitesi, mais elle est supplée par Janel McCarville à la suite de sa blessure en WNBA.
Elle signe son premier contrat WNBA avec les Sparks de Los Angeles pour la saison WNBA 2015. « Je sentais que cela allait beaucoup mieux, que j'étais plus rapide au rebond. Rien que de jouer comme les meilleures joueuses du monde était une expérience formidable. C'était dur au début car nous avons perdu un million de rencontres et finalement, le jour de mon anniversaire, nous avons remporté notre première victoire. » Fin août, elle est victime d'une blessure au ligament du genou. Elle se fixe pour but de revenir pour le tournoi olympique de Rio.

## Palmarès

### Club
- Championne de Women's National Basketball League (WNBL) 2009, 2010, 2019
- Vainqueur Coupe de France : 2014
- Championne de France : 2015[11].
- Match des champions : 2014[16]

### Sélection nationale
- Championnat d'Océanie de basket-ball féminin
  -  au Championnat d'Océanie 2009
  -  Championnat d'Océanie de basket-ball féminin 2013[17]
- Médaillée de bronze aux Universiades en 2009
- Championnat du monde de basket-ball féminin
  -  Médaille de bronze du Championnat du monde 2014 en Turquie[18]
- Médaille de bronze aux Jeux olympiques de 2024 à Paris[19]

## Distinctions personnelles
- Meilleure joueuse étrangère du championnat de France : 2013[5]
- Meilleure cinq de la Women's National Basketball League en 2017[20]